# Takatāpui
Takatāpui (također i takataapui) je maorska riječ znači odanog partnera istog spola. U modernoj terminologiji, osoba koja se identificira kao takatāpui je maorijska osoba koja je gay, lezbijka, biseksualna ili transrodna (LGBT). Takatāpui se danas koristi kao odgovor na zapadnjačku konstrukciju "seksualnosti, roda i odgovarajućih izraza identiteta" (rodni identitet i seksualni identitet), iako su maorski rodni identifikatori (wāhine, tāne) i rodne uloge (marae protokol, ratovanje), definirani muški i ženski načini odijevanja i smještaja tetovaže Tā moko, postojali prije i izvan zapadnog utjecaja. Pojam ne obuhvaća samo aspekte seksualnosti već i kulturni identitet. Takatāpui uključuje i osjećaj autohtonog identiteta i komunicira seksualnu orijentaciju; postao je krovni pojam za izgradnju solidarnosti među seksualnošću i rodnim manjinama unutar Māori zajednica.
Takatāpui nije novi pojam, ali njegova primjena je novija. Rječnik jezika Maori - koji je prvi sastavio misionar Herbert Williams 1832. godine - bilježi definiciju kao "intimni suputnik istog spola". Nakon dugog razdoblja neuporabe, od 1980-ih je ponovno došlo do pojave etikete koja opisuje pojedinca koji je i Maori i neheteroseksualac. Utvrđeno je da je riječ takatāpui postojala na prijekolonijalnom Novom Zelandu kako bi opisala odnose među ljudima istog spola. Postojanje ove riječi opovrgava tvrdnje konzervativnh Māora da homoseksualnost nije postojala u maorskom društvu prije dolaska Europljana.

## Hinemoa i Tutānekai
Klasični i najraniji cjeloviti prikaz porijekla bogova i prvih ljudskih bića sadržan je u rukopisu pod naslovom Nga Tama a Rangi (Nebeski sinovi), koji je 1849. napisao Wī Maihi Te Rangikāheke, iz plemena Ngāti Rangiwewehi iz Rotorua. Rukopis "daje jasan i sustavan prikaz māorskih vjerskih vjerovanja i vjerovanja o podrijetlu mnogih prirodnih fenomena, stvaranju žene, podrijetlu smrti i ribolovu zemalja. Niti jedna druga verzija ovog mita nije prikazana na tako povezan i sistematičan način, ali svi rani zapisi, s bilo kojeg područja ili plemena, potvrđuju opću valjanost inačice Rangikāheke. Počinje ovako: 'Prijatelji moji, slušajte me. Narod Māori potječe iz samo jednog izvora, naime Velikog neba koje stoji gore i Zemlje koje leži ispod. Prema Europljanima, Bog je stvorio nebo i zemlju i sve stvari. Prema Māorijima, nebo (Rangi) i Zemlja (Papa) sami su izvor '.
Jedna od velikih ljubavnih priča svijeta Maori legenda je o Hinemoi i Tūtānekaiju. Priča je popularna i prepričava se u pjesmama, filmovima, kulturnom kazalištu i plesu. Hinemoa prkosi svojoj obitelji da tvrdi da je Tūtānekai, njezina "srčana želja" - dijete ljubavi šefove supruge koja joj nije bila socijalna ravnopravna. Čitajući originalnu verziju Te Rangikāhekea u jeziku Māori, Laurie je otkrila da je Tūtānekai imao muškog prijatelja, hoa takatāpui, zvanog Tiki, a Tūtānekai je bio "Hinemoa toliko impresioniran kako ga je protumačila romantična viktorijanska pripovijest". Nakon što se Tūtānekai ujedinio s Hinemoom, Tiki je slavno tugovao zbog gubitka svoje hoa takatāpui. Tūtānekai je, osjećajući se također ožalošćenim, dogovorio da se njegova mlađa sestra uda za Tikija da ga tješi. Iako nitko ne može reći da su Tūtānekai i Tiki bili seksualno upleteni, prihvaćeno je da su njihovi odnosi prisni, a ne samo prijateljstvo, a priča ilustrira koncept da takatāpui u tradicionalnom maorskom životu nije bio potpuno isti kao konstrukcije suvremene homoseksualnosti u zapadnim društvima.

## Uporaba
Jedna od prvih suvremenih upotreba takatāpuija bila je u izvješću Povjerenstvu za javno zdravstvo Herewinija i Sheridan (1994.), koji je tim terminom obuhvatio homoseksualce Māori, kao i muškarce koji imaju spolne odnose s muškarcima, ali koji se ne identificiraju kao gay. Povijesna upotreba izraza možda se neće podudarati sa suvremenim razumijevanjem LGBT identiteta, dok su informacije o neheteroseksualnoj seksualnosti i varijacijama od rodnih uloga kakvu ih danas razumijemo u biti iskorijenjene viktorijanskim moralom koji su donijeli kolonizatori i kršćanski misionari. Iako su posredni, postoje neki dokazi da je takatāpui živio bez diskriminacije u predeuropsko doba. Neki suvremeni Māori LGBT ljudi koriste izraze gay i lezbijke kao pogodnost, dok se drugi samoidentificiraju kao takatāpui kako bi se oduprijeli kolonizaciji svog identiteta i tijela koja bi "uskratila pristup važnom znanju predaka". Neki koriste oba izraza ovisno o kontekstu. Korištenje takatāpui za samoidentifikaciju zahtijeva prihvaćanje sebe kao Māorija, kao i pripadnost LGBT osobama. Otprilike petina Māorija su mladi ljudi, ali državni obrazovni sustav izričito ne predviđa istraživanje višestrukih identiteta. Tradicionalne duhovne i društvene uloge koje su takatāpui imali u povijesnim Māori društvima nisu lako ugraditi u nastavne planove i unatoč mandatu Ministarstva obrazovanja iz 2002. godine, i dalje postoji "veliko odsustvo kulturno primjerenog kurikuluma o seksualnosti u školama za Māore".
Izvedenice takatāpui uključuju takatāpui kaharua za biseksualne, takatāpui wahine za lezbijke i takatāpui wahine ki tāne ili takatāpui tāne ki wahine za trans muškarce ili trans žene. Takatāpui služi kao krovni izraz za sve ove identitete.